# 打瀬船

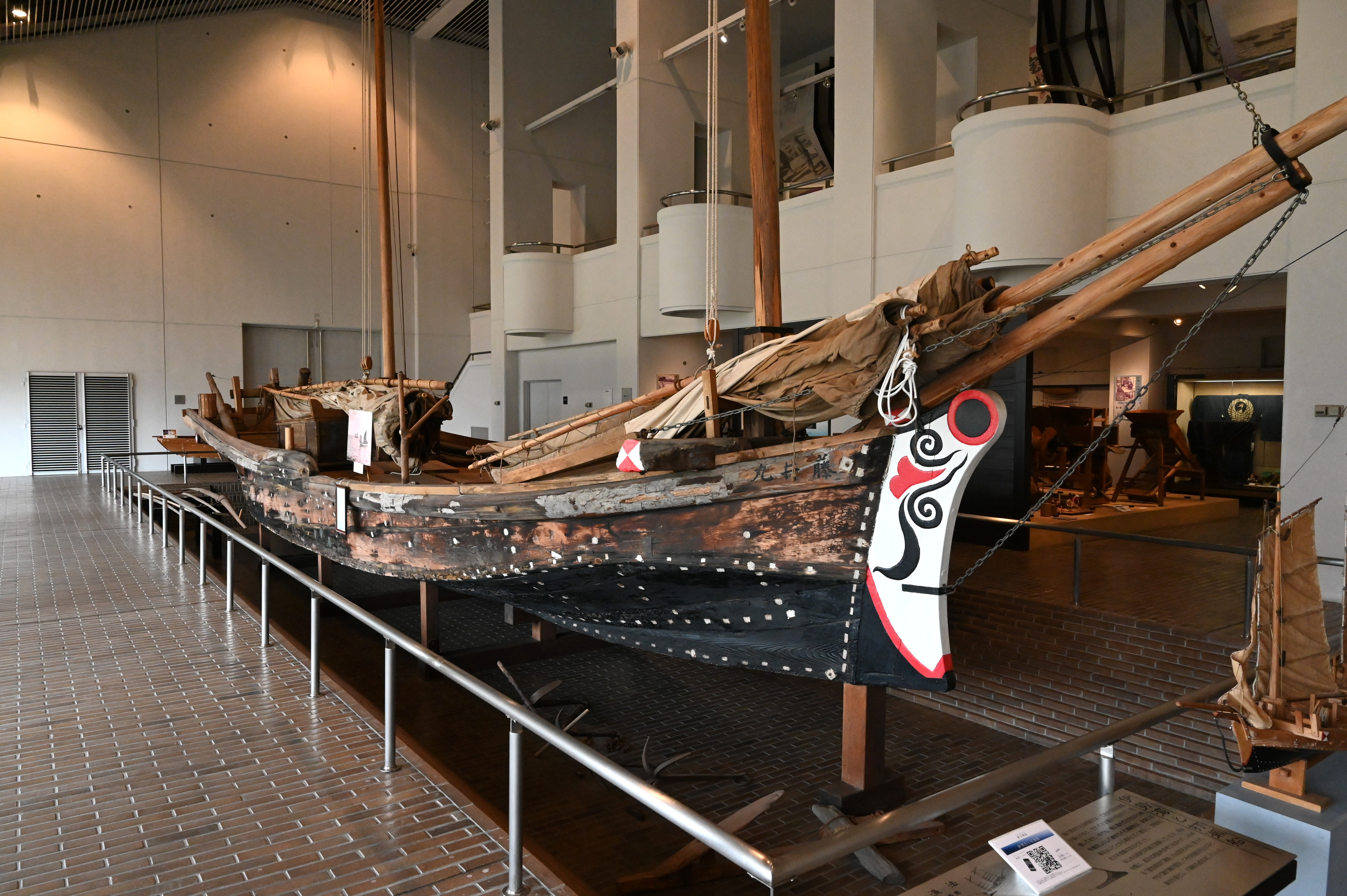
打瀬船「藤井丸」全長約15ｍ高さ約3m（帆柱を含むと約12m）幅約3m重さ約6t 知多市歴史民俗博物館収蔵展示 昭和30年頃、西尾市一色町の漁港で進水し、20年近く沿岸で打瀬網漁をしていた船で、2本マストやズンド水押、三階造りなど、愛知県型打瀬船の特徴が見られる。

打瀬船（うたせぶね）とは、漁業において、1枚または複数の風帆を船体に対し平行に張り、風の力で船を横に滑らせながら網を引いて魚介類を漁獲する日本独特の打瀬網漁（帆打瀬）に使用する漁船（帆船）のことである。

## 概要
帆打瀬を行うための漁船（帆船）は「打瀬船」と呼ばれ、明治から昭和にかけ、各地の漁港や海、湖の日常風景の一部となり広く親しまれた。ところで、江戸時代の海運を担った「弁才船（べざいせん）」は、同時代の中期に、帆や舵の構造の改良と操船の工夫によって逆風帆走の能力を高め、艪漕ぎ等のために必要だった乗組員を大きく減らしたうえで航行性能を大幅に向上させた。「打瀬船」もこの「弁才船」と同様に逆風帆走の能力を高め、帆打瀬の漁法とともに江戸末期から明治にかけて瀬戸内海や大阪湾、三河湾、伊勢湾から全国へ広まった。
幕末以前の打瀬船は、西洋帆船の影響は無く、純粋な和船の一種であり、その帆装は、帆柱1本に1枚の横帆を広げ、船首に弥帆柱1本に弥帆1枚を張るものが多かった。この伝統的な帆装は、船尾に補助帆を追加するなどの改良を受け、東京湾を中心に打瀬網漁が衰退するまで存続した。これに対し、打瀬船の西洋化は、明治初期に東海の伊勢湾・三河湾で始まったとされ、幕末以降の開国により西洋帆船の技術が打瀬船にも取り入れられ、帆柱を1本から2本に増やし船形の改良や縦帆（ガフセイル等）を導入して、逆風帆走の能力がさらに高まった。この帆柱2本で縦帆2枚の西洋化した帆装が東海地方を含めた西日本一帯に広まった。また、明治10年代後半に九州に展縮が容易な伸子帆（木綿製ジャンク帆、スイシ帆）が登場して、同30年ごろから全国へ広まり、昭和初期には、2枚の本帆の両方を伸子帆にする帆装が西日本で一般的になった。国内全体を見ると、一部の地域では、伝統的な横帆の帆装と西欧化した縦帆の帆装が混在していた。
このまま、大正から昭和の戦後にかけて焼玉エンジンや石油発動機等の導入による機帆船化が進み、網引き時は帆走し出港と帰港時は動力機関で航行することが一般化した。そして、昭和中期には、網引きもディーゼルエンジンなどの動力機関によって行われるようになり、大きな白い帆に風を孕ませる「打瀬船」は漁港や漁場から姿を消した。

## 主な構成要素
木造帆船
江戸時代から昭和中期までの打瀬船は、すべて木造であった。時代の経過とともに、和船構造の帆船から和洋折衷の合いの子型の帆船へ、そして、動力機関を積んだ機帆船に発展した。
舵
弁才船において、横風や逆風帆走をする際に船の横流れを抑えるなどの目的で、舵の大型化が江戸期に進み、舵は、いわゆる「帆船キール」の役割を持っていた。打瀬船も同様になるべく舵を大きくし、横風・逆風帆走時のキールとして機能した。浅瀬での航行の際には取付け角度を浅くする「引き上げ式」の舵の調節構造を持っていた。機帆船では、大型にする必要はなくなり、航行に支障が少ない通常の大きさとなった。
伝馬船
大型の打瀬船では、人や荷物の積み下ろしの際に使用する伝馬船を積載するものもあった。伝馬船を積み下ろす際には轆轤（ろくろ）を使用した。また、石油発動機などの動力機関を付けた伝馬船もあった。
轆轤（ろくろ）
袋網中の魚介が大量になると、人力では船上に揚げられないため木製の轆轤が使用された。伝馬船や錨の上げ下ろしの際にも使用された。
伸子帆（しんしほ）
強風下での帆打瀬漁では、袋網が海底から浮き上らないよう帆の展開を調節する。伸子帆（木綿製ジャンク帆、スイシ帆）は、横方向に複数の竹の支え（バテン）が入ることで伸縮が容易であったため、明治10年代後半に九州の高島炭鉱と三池炭鉱の石炭運搬船に装備されると、逆風帆走と船の横流しに適していたため、瞬く間に帆打瀬漁で使われるようになり、昭和の初期には東海を含めた西日本一帯に広まった。（一般の運搬船等では、東京湾を含めほぼ全国に広まった。）
遣り出し（やりだし）
「遣り出し」（突き出し棒）は、船首側と艫側に突き出す棒であり、滑車を使うか結ぶなどして袋網とつながる引綱を取り付ける。また、補助帆を張る際の支えにした。
ズンド水押（みよし）
愛知県型打瀬船の重要な特徴のひとつである「ズンド水押」は、舳先のミヨシが水面に対し垂直に近い角度で立ち上がり、波や海水を船の前進方向に垂直に強く切り裂く構造となっており、「舵」と同様に、横風や逆風帆走をする際に船の横流れを抑えるための「帆船キール」の役割を果たしていた。他方、水面に対しミヨシが浅い角度で立ち上がる従来の船首の形（天頭（てんず）水押）をした和船は「天頭船」と呼ばれた。
のめり船
千葉県の浦安で使用された打瀬船は浦安の漁船の中では大型で、舳先が低くなってのめっていたので、「のめり船」とも呼ばれた。これは、横風帆走や逆風帆走する際に風に押されて舳先が風下に流されないように舳先を低くしたものである。
焼玉エンジン
打瀬船では、焼玉エンジンと石油発動機が、終戦後からはディーゼルエンジンも動力機関として使用された。その中で焼玉エンジンは、マグネトーなどの着火のための電気装置やキャブレターなどの精密な燃料霧化噴射装置もなく、簡便な構造なので安価であり、保守も簡単であった。また、適切に焼玉内で燃料を気化できれば、燃料費の安い低質重油でも動かすことが可能であったため、打瀬船に多く搭載され使用された。一方、ディーゼルエンジンは高性能で高価であり、軍事利用が優先されたため、漁船での利用の拡大は、太平洋戦争の終戦以降である。

## 他の漁法との摩擦
大型の袋網を一つだけ引く一条網の「帆打瀬」の漁法では、複数の風帆を船体に対し平行に張り、船を風下へ横滑りさせながら網を引く。詳しくは、二本の引綱を船首と船尾に振り分け、できるだけ離すことによって、海中の袖網と網口を横方向に広げつつ、人力に依らずに海底に入れた大型の袋網を引くことができ、大変効率的であった。これに加え、船形の改良や縦帆の導入等によって逆風帆走の性能が向上し、漁場として利用できる海域が大きく広がり、明治期においては、その高い漁獲力は画期的と言っても過言ではなかった。これが災いして、他の漁法との激しい諍いが絶えず、愛知県では、明治3年から操業の排撃などの紛争が起き、明治25年には反対漁民による地方行政機関への乱入、警官隊との衝突といった「三州打瀬網騒動」の事件が起きた。このため、この漁法の禁止を決めた県もあったほどである。例えば、明治19年3月に、愛知県、三重県、静岡県の3県が協議の上で打瀬網漁の禁止令を布告している。しかし、愛知県では「3年の猶予期間」が「当分の間」に延長され、最終的には禁止は行われてはいない。

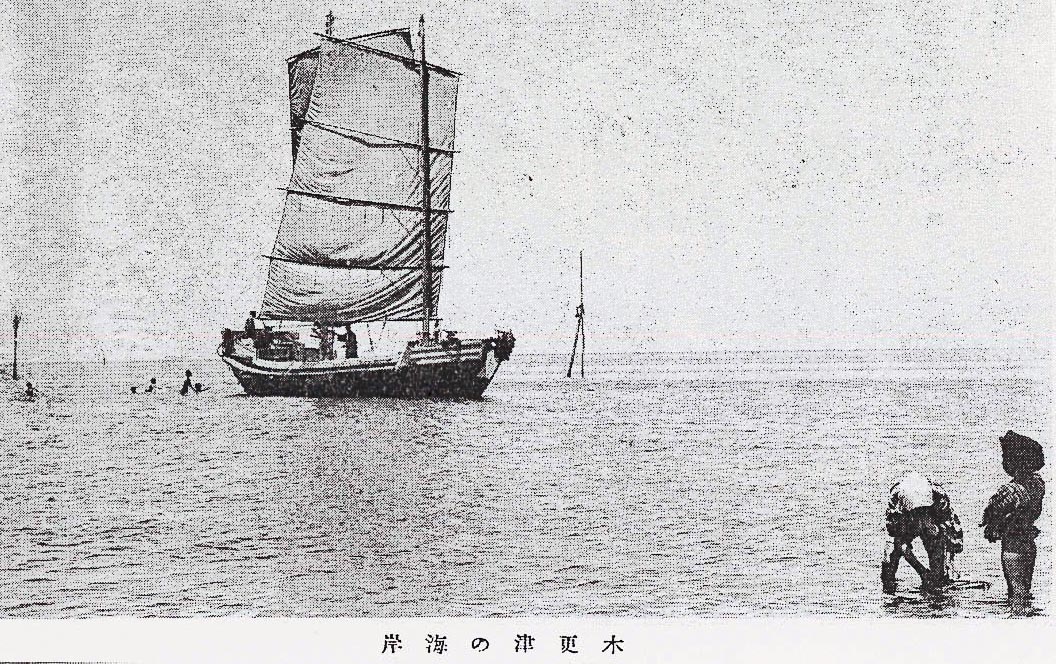
絵葉書木更津の海岸 明治末期、木更津の浅瀬での五大力船（木更津船）と潮干狩りをする人の絵。打瀬船ではないが伸子帆（木綿製ジャンク帆）がよく見えている。2枚の縦帆は、追風を受けるために観音開きの状態である。

## 帆の進化
江戸時代の打瀬船の帆は、弁才船に倣い、帆柱（マスト）は1本、船首に弥帆柱を1本立て、本帆は横帆の構造で帆の上部に帆桁（ヤード）を付けるが、下部には帆桁（ブ―ム）は付けない。上部の帆桁に付ける「手縄」や帆の左右の縁に付ける「両方綱」の操作で本帆を片帆（帆柱を中心に回転させ、進行方向に対し斜めにする）にすることで横風帆走や逆風帆走を可能にした。
明治20年ごろ、西洋帆船に倣い帆柱を2本に増やし、本帆を縦帆2枚にする帆装が東海の三河湾で生まれ、やがて昭和前期にかけて西日本一帯に広まった。同時に船首と船尾に突き出した数メートルの棒（遣り出し）に三角形の補助帆2枚を貼るなど、合計で4枚以上の帆を張る形式も広まった。
強風下で帆打瀬を行うには、袋網が海底から浮き上がらないよう引き網の速さを抑えるために帆の展開を調節する必要がある。そこで、横方向に複数の竹の支え（バテン）が入ることで伸縮が容易であった伸子帆（木綿製ジャンク帆、スイシ帆）が、明治10年代後半に九州に現れると、これが船の横流しにも適していたため、明治30年代ごろから帆打瀬漁で使われるようになり、昭和の初期には本帆の2枚とも5本前後の竹の支えが入った伸子帆にすることが、東海を含めた西日本一帯に広まった。
昭和初期から打瀬船の動力化がはじまると、逆風帆走をする機会が少なくなり、本帆が縦帆である必要性が薄れていった。他方、依然として強風下での漁では帆を伸縮する必要があるため、現存する鹿児島県出水や熊本県芦北の打瀬船の本帆は、横帆ではあるが横方向に5本前後の竹の支えが入る構造が受け継がれている。
例えば、熊本県芦北町計石の佐敷港の打瀬網漁のための打瀬船の帆装は、帆柱4本で、本帆は横方向に5本前後の竹の支えが入っている構造で横帆4枚、船首と船尾に突き出した棒（遣り出し）に三角形と長方形の補助帆4枚、2番目と3番目の本帆の間に補助帆として四角形の中帆を1枚、合計で9枚の帆を張れる構造になっている。
帆の材質は、江戸時代の前期は、本帆と矢帆ともに筵が一般的であった。同後期に工楽松右衛門が通称「松右衛門帆」と呼ばれる帆布を開発し、全国に普及した後は、この軽くて丈夫な木綿の織物が帆に仕立てられ使用されることが一般化し、帆走性能が大きく向上した。

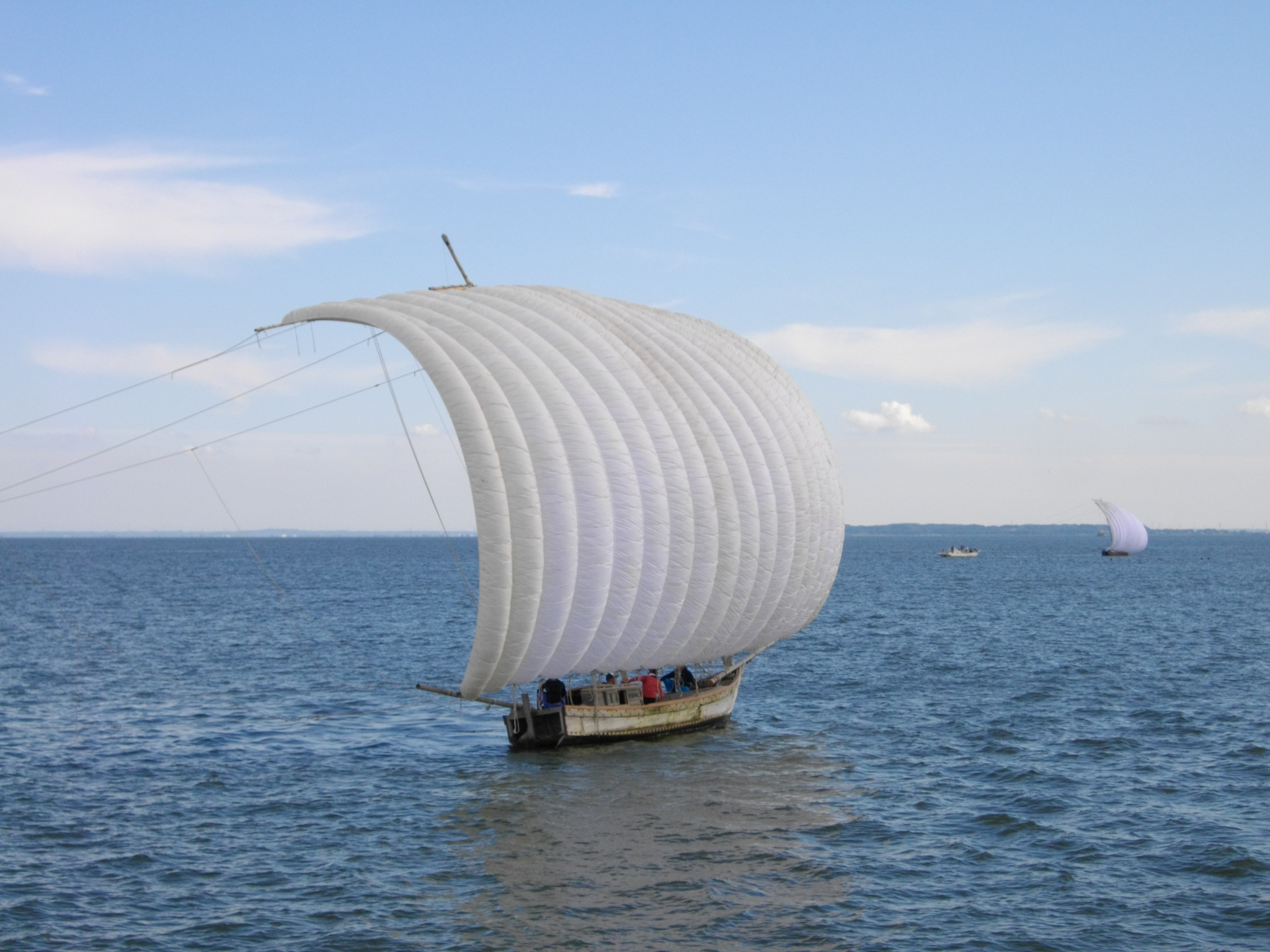
霞ヶ浦の「帆曳船」 真っ白で大型の1枚帆で、帆の上部の孟宗竹製の帆桁から3本の「つり縄」を海中の袋網に結び付け、船体と帆を風上に傾けながら網を引ている。

## 現存する打瀬船
昭和初期から太平洋戦争（第二次世界大戦）後にかけて、打瀬船への動力機関（焼玉エンジンなど）の導入が進み、戦後には、引き網時のみ帆走する方式が一般化し、逆風帆走の能力は重要視されなくなった。この後、ディーゼルエンジンの普及が始まり、引き網もエンジンで行うようになり、昭和中期に、大きな縦帆を張った「打瀬船」の姿は漁港や漁場から次第に消えていった。
現在まで残った鹿児島県出水市のクマエビ漁の「桁打瀬船」と、熊本県芦北町の打瀬網漁の打瀬船と芦北町漁業協同組合の「観光うたせ船」の本帆は、縦帆（ラグセイル等）ではなく、逆風帆走に向いていない横帆（左右対称の帆）で横方向に5本前後の竹の支えが入る構造となっている。
淡水湖での打瀬船としては、霞ヶ浦のシラウオ漁やワカサギ漁に使用された「帆曳船（ほびきぶね）」が、1971年に観光船の形で復活している。
一方、北海道の野付湾では、ホッカイエビの漁法として、アマモの繁殖場を傷つけないために小型の打瀬船が現在も使用されている。この野付湾の「打瀬舟」は2本の帆柱に、3枚の独特な縦帆（三角帆）を使用している。

### 打瀬船・帆曳船を展示している博物館等
日本財団がそのホームページ「日本財団図書館」で2000年度の自主事業として報告・公開している「海洋・船舶の実情調査及び研究等」の中の「和船調査研究報告」（1999年度に実施したアンケート調査（博物館・資料館にある和船に関する資料の基礎調査、木造船建造に係る船大工及び機材等の調査）を取りまとめたもの。） から打瀬船の展示に関するもの他を以下に列挙した。
なお、現時点で展示しているかは未確認である。
実物展示
- かすみがうら市歴史博物館（茨城県かすみがうら市）
- 浦安市郷土博物館（千葉県浦安市）
- 渚の博物館（館山市立博物館分館）（千葉県館山市）
- 千葉県立中央博物館 大利根分館（千葉県香取市）
- 知多市歴史民俗博物館（愛知県知多市）

模型展示
- 北海道大学水産学部水産資料館（北海道函館市）
- 千葉市立郷土博物館（千葉県千葉市）
- 品川区立品川歴史館（東京都品川区）
- 大田区立郷土博物館（東京都大田区）
- 葉山しおさい博物館（神奈川県葉山町）
- 甲州市民文化会館（甲州市中央公民館）（山梨県甲州市）
- 舞阪郷土資料館（静岡県浜松市）
- 半田市立博物館（愛知県半田市）
- 蒲郡市博物館（愛知県蒲郡市）
- 桑名市博物館（三重県桑名市）
- 三重県総合博物館（三重県津市）
- 徳島県郷土文化会館 あぎわんホール（徳島県徳島市）
- 三原市歴史民俗資料館（広島県三原市）
- 由宇歴史民俗資料館（広島県岩国市）
- 光ふるさと郷土館（光市文化センター）（山口県光市）
- 中津市歴史博物館（大分県中津市）
- 大分県立歴史博物館（大分県宇佐市）
- 出水市立出水歴史民俗（鹿児島県出水市）

絵・図面・航海用具の展示
- 小樽市総合博物館図面（北海道小樽市）
- 土浦市立博物館航海用具（茨城県土浦市）
- 千葉県立中央博物館 大利根分館航海用具（千葉県香取市）
- 舞阪郷土資料館図面（静岡県浜松市）
- 田原市渥美郷土資料館航海用具（愛知県田原市）
- 南知多町郷土資料館絵（愛知県南知多町）
- 知多市歴史民俗博物館図面・航海用具（愛知県知多市）
- 岸和田市立郷土資料館図面（大阪府岸和田市）